# Rhipidomys venezuelae
Rhipidomys venezuelae là một loài động vật có vú trong họ Cricetidae, bộ Gặm nhấm. Loài này được Thomas mô tả năm 1896.